# Lhotka (Ruda)

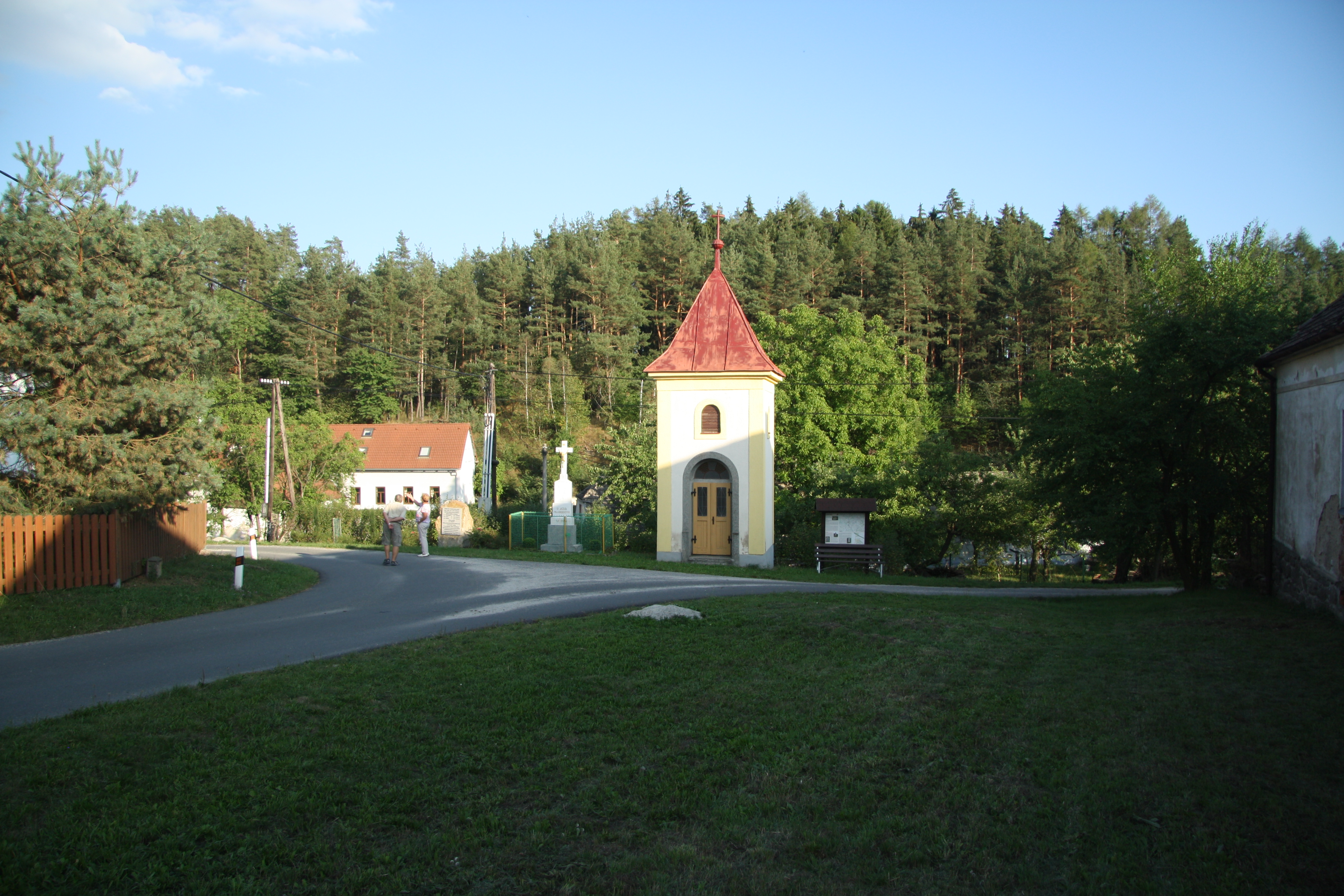
Ortszentrum

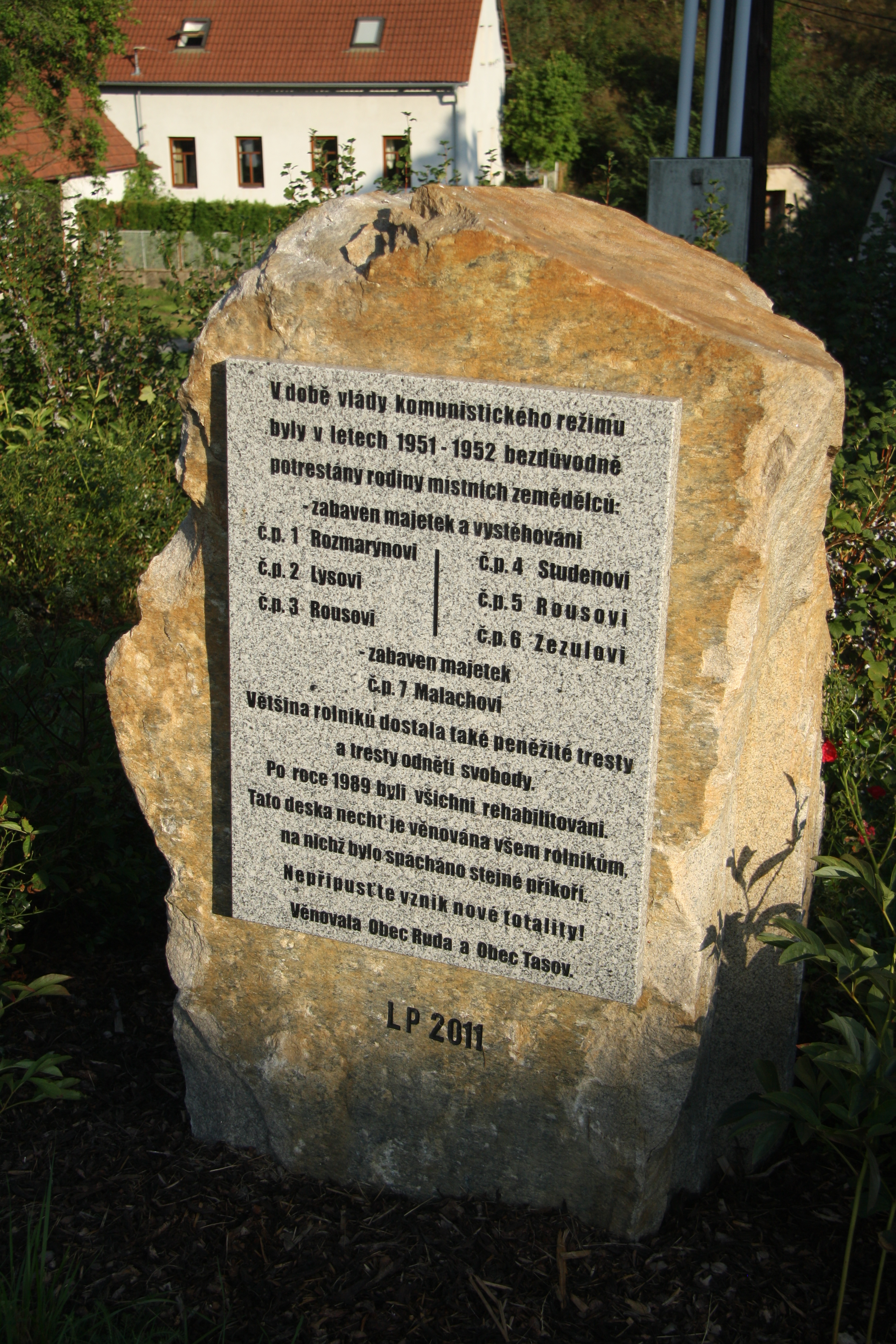
Gedenkstein an den Kulakenprozess

Lhotka ist ein Ortsteil der Gemeinde Ruda in Tschechien. Er liegt acht Kilometer westlich von Velká Bíteš und gehört zum Okres Žďár nad Sázavou.

## Geographie
Lhotka befindet sich im Quellgrund des Baches Zážlebík in der Křižanovská vrchovina (Krischanauer Bergland) im Süden der Böhmisch-Mährischen Höhe. Im Norden erhebt sich die Bačatka (582 m n.m.), südöstlich der Koní vrch (526 m n.m.). Nördlich des Dorfes befindet sich die Abfahrt 153 der Autobahn D 1, am westlichen Ortsrand verläuft die Staatsstraße II/390 zwischen Osová Bítýška und Tasov.
Nachbarorte sind Březejc und Ruda im Norden, Křeptovský Dvůr und Záblatí im Nordosten, Jáchymov im Osten, Nové Sady und Holubí Zhoř im Südosten, Čikov im Süden, Tasov und Dvořáci im Südwesten, Dolní Heřmanice im Westen sowie Petráveč und Jabloňov im Nordwesten.

## Geschichte
Lhotka ist eine der zahlreichen Ortsgründungen des slawischen Landesausbaus im 13.–14. Jahrhundert, die nach dem Lhotensystem erfolgten.
Erstmals urkundlich erwähnt wurde Lhotta im Jahre 1350 als Margaretha von Blažkov der Frau des Hroznata von Březí, Elisabeth, in dem Dorf zwei Huben Land, eine Mühle und Wald verkaufte. 1371 verschrieb Johann d. J. von Meziříč seiner Frau Katharina von St. Görgen 1200 Pfund Wiener Denare als Morgengabe auf die Dörfer Čikov, Lhotta und Březka sowie den Hof Kyjov. 1373 wurde ein Heinrich von Lhotta erwähnt. Im Jahre 1390 schenkte Jaroslav von Meziříč das Dorf der neu gestifteten Kirche St. Peter und Paul in Tassau. Im Jahre 1398 trat die Witwe Johanns d. J. von Meziříč ihre Morgengabe auf Březka an Elisabeth, die Witwe des Wilhelm von Swetlow, ab und nahm jene auf die Morgengabe in Čikov, Zhoř und Lhotta in Gemeinschaft. Peter von Sovinec verkaufte 1411 dem Fabian von Meziříč und dessen Sohn Johann acht Huben in Lhotta. Johann von Meziříč und der Tassauer Pfarrer Sigmund schenkten die acht Huben in Lhotka 1446 den Eheleuten Johann und Elisabeth Morawa. Die Eheleute Morawa überließen ihre acht Huben 1492 der Marta Pawlowska und deren Sohn Sigismund von Meziříč, die sie wenig später dem Johann von Lomnitz abtraten. Seit dem 15. Jahrhundert wurde das Dorf als Lhotka bezeichnet. Im Jahre 1526 veräußerte Johann von Pernstein Lhotka an den Besitzer der Herrschaft Namiest, Wenzel von Lomnitz.
Im Jahre 1837 bestand das im Znaimer Kreis gelegene Dorf Lhotka aus 12 Häusern, in denen 75 Personen lebten. Pfarr- und Schulort war Tassau. Bis zur Mitte des 19. Jahrhunderts blieb Lhotka der Fideikommissgrafschaft Namiest untertänig.
Nach der Aufhebung der Patrimonialherrschaften bildete Lhotka ab 1849 einen Ortsteil der Gemeinde Holubí Zhoř im Gerichtsbezirk Groß Bittesch. Ab 1869 gehörte Lhotka zum Bezirk Groß Meseritsch. Zu dieser Zeit hatte das Dorf 73 Einwohner und bestand aus 12 Häusern. Im Jahre 1900 lebten in Lhotka 77 Personen; 1910 waren es 74. Beim Zensus von 1921 lebten in den 13 Häusern des Dorfes 77 Tschechen. Im Jahre 1930 bestand Lhotka aus 14 Häusern und hatte 82 Einwohner. 1936 erfolgte die Weihe der neuen Kapelle. Zwischen 1939 und 1945 gehörte Lhotka zum Protektorat Böhmen und Mähren. 1948 wurde Lhotka von der Gemeinde Holubí Zhoř abgetrennt und nach Tasov umgemeindet. Die Landwirte von Lhotka widersetzten sich nach dem Februarumsturz von 1948 der Zwangskollektivierung. Im Jahre 1950 hatte Lhotka nur noch 56 Einwohner. In den Jahren 1951–1952 wurde ein Schauprozess gegen die „Kulaken“ aus Lhotka, die sich der Kollektivierung verweigert hatten, abgehalten. Fünf Bauern wurden darin wegen Nichteinhaltung staatlicher Auflagen zur Verstaatlichung ihres Eigentums, der Aussiedlung sowie im Falle der Wiederkehr mit einem halben Jahr Gefängnis und Zahlung einer Geldstrafe von 40.000 CZK verurteilt. Im Zuge der Gebietsreform und der Aufhebung des Okres Velké Meziříčí wurde Lhotka am 1. Juli 1960 dem Okres Žďár nad Sázavou zugewiesen. 1961 erfolgte die Eingemeindung nach Ruda und am 1. Juli 1980 nach Velké Meziříčí. 1975 wurde die Autobahn errichtet. Seit Beginn des Jahres 1992 ist Lhotka wieder ein Ortsteil von Ruda. Beim Zensus von 2001 lebten in den 18 Häusern von Lhotka 32 Personen.

## Gemeindegliederung
Der Ortsteil bildet den Katastralbezirk Lhotka u Velkého Meziříčí.

## Sehenswürdigkeiten
- Kapelle der hll. Kyrill und Method auf dem Dorfplatz, sie wurde 1936 anstelle eines hölzernen Vorgängerbaus errichtet
- Lysý-Kreuz neben der Kapelle, es wurde 1897 durch die Familie Lysý anstelle eines 1885 aufgestellten Holzkreuzes aufgestellt.
- Gedenkstein an den Kulakenprozess, errichtet 2011 anlässlich des 60. Jahrestages
- Sühnestein, er stand vor dem Autobahnbau am Weg nach Křeptov und wurde 1975 auf die Wiese über der Auffahrt versetzt. Der 122 × 65 × 26 cm große Stein trägt ein Relief mit einem Kreuz und einer Messerklinge sowie die Jahreszahl 1897. Der Überlieferung nach soll er zum Gedenken an die Apostel Kyrill und Method aufgestellt worden sein. Dies ist jedoch strittig; der Stein wird auch für einen herrschaftlichen Grenzstein gehalten oder mit einem Mord an einem Metzger in Verbindung gebracht.